# تعدد الأشكال (علم الخلية)

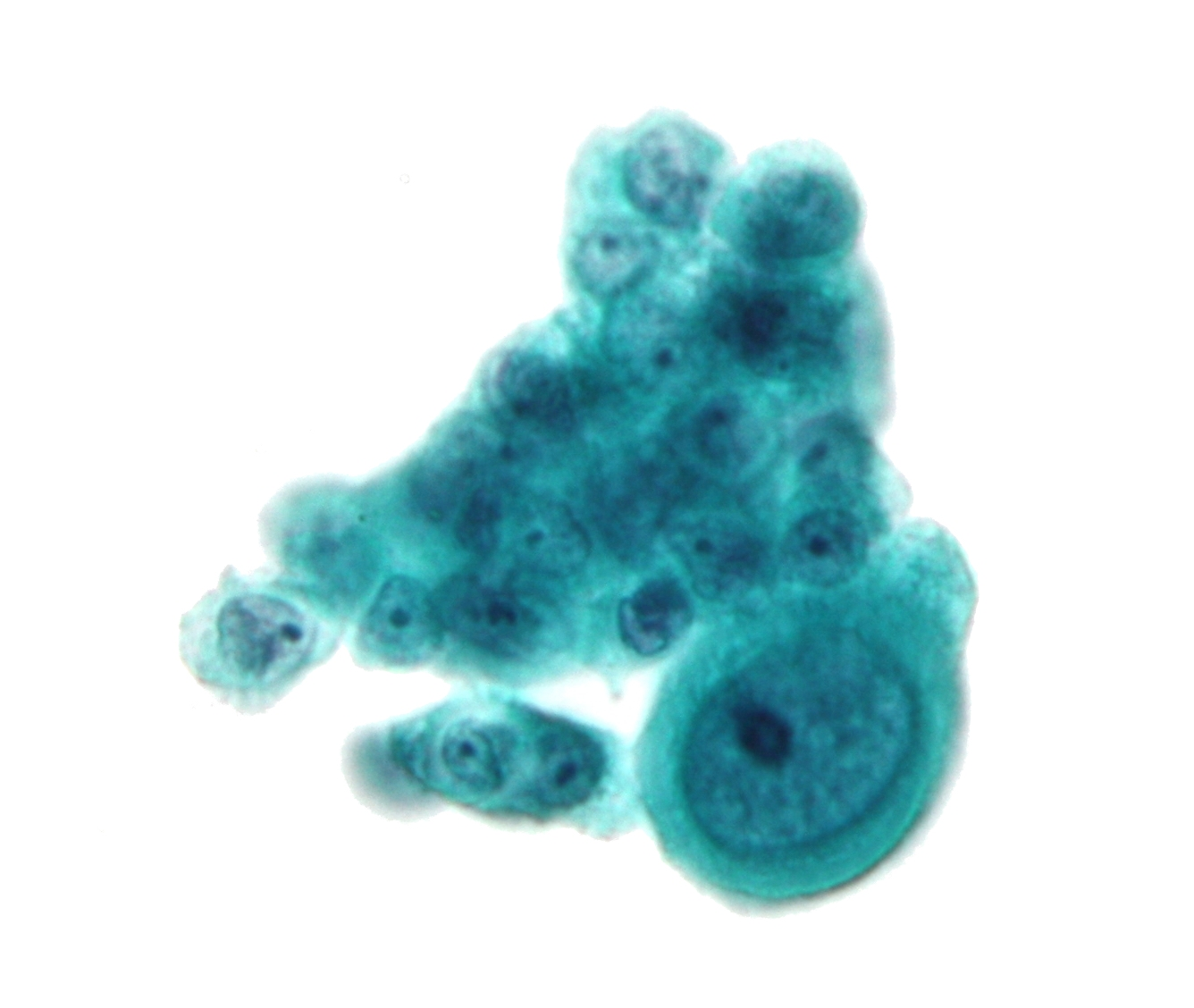
صورة مجهرية تعرض خلايا متباينة الشكل والحجم النووي، أحد مكونات تعدد الأشكال النووي.

تعدد الأشكال مصطلح مستخدم في علم الأنسجة والباثولوجيا الخلوية لوصف التباين في حجم وشكل وتلوين الخلايا ونواتها.
إنها خاصية تميز الأورام الخبيثة والحوؤل. وربما تتسم خلايا حميدة معينة بتعدد الأشكال، مثلاً الخلايا العصبية الصماوية وتفاعل آرياس-ستيلا. يعد تعدد الأشكال (الخلوي والنووي) من أوائل الخصائص لتطور السرطان.